# Carl Radetzky
Carl Radetzky, född 5 november 1851 i Malmö, död 8 augusti 1899 i Malmö, var en svensk stentryckare och litograf.
Han var från 1873 gift med Maria Christina Åkesson och far till Tage Radetzky. Han utbildade sig till stentryckare vid Reuterdahls stentryckeri i Malmö. Han övertog 1881 B Cronholms litografiska etablissemang i Malmö som han drev fram till sin död. Makarna Radetzky är begravda på Sankt Pauli norra kyrkogård i Malmö. 